# Louis Marie-Auguste Boutan
Louis Marie-Auguste Boutan va ser un biòleg i naturalista francès que va néixer el 6 de març de 1859 a Versalles i va morir el 6 d'abril de 1934 a Tighzirt, Algèria. Va ser el creador de la primera càmera fotogràfica.

## Estudis i descobriments importants
Va cursar els estudis de Biologia i d'història natural a la Universitat de París. Va participar en la delegació francesa de l'exposició universal de Melbourne del 1880. L'any 1884, va començar a estudiar biologia marina a l'estació marina de Banyuls-sud-Mer.
El 1892 va començar a fer les seves primeres capbussades a les profunditats del mar de 3 fins a 11 metres en un interval de temps de 10 a 30 minuts. Va ser durant les seves investigacions sota l'aigua quan es va plantejar fer fotografies subaquàtiques com a suport a les seves recerques de biologia marina i, amb l'ajuda del seu germà que era enginyer, va desenvolupar la primera càmera fotogràfica subaquàtica. Va crear un petit habitatge hermètic per una càmera de dimensions molt reduïdes. En aquest cas, la mida del marc de la primera càmera submarina era de 5 per 7 polzades i tenia un temps d'exposició de 30 minuts (no segons).
Boutan es va adonar ràpidament de les limitacions de la fotografia aquàtica a llum natural, raó per la qual va proposar utilitzar la llum artificial per tal de capturar imatges submarines. Per aquesta raó, va demanar assistència als laboratoris de Banyuls-sur-Mer, França, per desenvolupar una mena d'estroboscopi format per una làmpada d'alcohol en un barril ple d'oxigen, sobre del qual s'enviava un cop de magnesi per activar el flaix. És per això que molts especialistes consideren Boutan el creador del “flaix submarí”.
La càmera del francès era un instrument capaç de suportar la pressió zero, que comptava amb una bufeta d'aire comprimible; aquesta estructura va ser tan important que actualment es continua emprant. A més a més, és important esmentar que Louis Boutan també va participar en els dissenys originals dels primers equips de busseig.
Va publicar el 1900 La Photographie sous-marine et les progrès de la photographie a l'editorial Sleicher de París. Posteriorment, va anar a la Indoxina i tornar l'any 1906 per donar cursos en la Facultat de Ciències de Bordeaux. El 1915, va desenvolupar amb el seu germà un aparell per a l'Armada. Més tard va esdevenir director del Laboratori de Zoologia de Arcachon, i inspector de pesca en Tigzirt, funció que va conservar fins a la seva retirada. El 1925 va presidir la Société zoologique de France. El seu llegat es va constituir per diferents manuals per a estudiants, dues monografies i prop de 200 comunicacions científiques.

## Obres publicades
- , Paris, Hachette, 1887, 288 p., in-18 (notice BnF no FRBNF30149146)
- , Paris, O. Doin, 1897, 510 p., in-18 (notice BnF no FRBNF31859416)
- , Paris, Schleicher frères, 1900, VI-332 p. (notice BnF no FRBNF30149148, lire en ligne)
- Recherches sur l'anatomie et de développement de la fissurelle: comparaison de la fissurelle avec les types voisins, Universitat de París, 1886, text online disponible a IRIS.
- Contribució a l'estudi de la massa nerviosa ventral (cordes pallial-viscerals) i el coll de la fissura, escrit a París i extret de: Archives de zoologie expérimentale et générale. Segona sèrie. Volum 6, text en línia disponible a IRIS
- Revue biologique du Nord de la France. 3r any, n. ° 7, abril de 1891, text disponible a IRIS
- Revue bilologique du Nord de la France. 2n any, n. ° 12, setembre de 1890, text disponible a IRIS